# David Latasa
David Latasa es un exciclista español nacido el 14 de febrero de 1974 en la localidad navarra de Pamplona (España).
Debutó como profesional en el año 1998 con el equipo Banesto. Se retiró al finalizar la temporada 2006, a lo largo de su carrera destacó en las labores de gregario, llegando a disputar las tres Grandes Vueltas.

## Palmarés
1999
- 1 etapa del Tour del Porvenir

## Resultados en grandes vueltas y campeonato del mundo
Durante su carrera deportiva ha conseguido los siguientes puestos en las Grandes Vueltas y en los Campeonatos del Mundo en carretera:
| Carrera         | 1998 | 1999 | 2000 | 2001 | 2002 | 2003 | 2004 | 2005 | 2006 |
| --------------- | ---- | ---- | ---- | ---- | ---- | ---- | ---- | ---- | ---- |
| Giro de Italia  | -    | -    | -    | 35º  | -    | -    | -    | -    | -    |
| Tour de Francia | -    | -    | -    | -    | 84.º | 73.º | -    | -    | -    |
| Vuelta a España | -    | -    | -    | -    | -    | 46.º | 50.º | 70.º | -    |
| Mundial en Ruta | -    | -    | -    | -    | -    | -    | -    | -    | -    |

-: No participa

## Equipos
- Banesto (1998-2000)
- iBanesto.com (2001-2002)
- KELME-Costa Blanca (2003)
- Comunidad Valenciana (2004-2006)